# Манзіні Сі Бердс
Манзіні Сі Бердс(англ. Manzini Sea Birds Football Club) — свазілендський футбольний клуб, який базується у місті Манзіні.

## Історія
Футбольний клуб «Манзіні Сі Бердс» було засновано в 1987 році в місті Манзіні. Протягом більшої частини власної історії клуб виступав у Першому дивізіоні чемпіонату Свазіленду, а вперше потрапив до Прем'єр-ліги в 2012 році.

## Досягнення
- Третій дивізіон чемпіонау Свазіленду з футболу (регіон Манзіні)
  -  Чемпіон (1): 2005/06[7]

- Перший дивізіон чемпіонау Свазіленду з футболу
  -  Чемпіон (1): 2011/12[6]
  -  Бронзовий призер (1): 2010/11[8]

## Молодіжна академія
З 2011 року клуб в партнерстві з Соккер Академі Ішибобо (ISA), відкрив спортивну школу в Манзіні. ISA сформвала футбольну команду, яка виступає в чемпіонаті країни U-20. Ішибобо проводить свої домашні поєдинки на стадіоні «Захеле Спортс Граунд».

## Відомі гравці
- Селусоло Ммема
- Стенфорд Нкубе

## Відомі тренери
- Магагула ван Роєн (2013)[11]
- Мавібела Сіле (2013)[12]
- Дламіні Ейс Зензеле (2014)[13]